# Хробри
ФК «Хробри» (пол. Chrobry Głogów) — польський футбольний клуб з міста Глогув, заснований 1946 року. Головні кольори команди: помаранчевий та чорний.